# Patricius lucifera
Plebejus lucifera is een vlinder uit de familie van de Lycaenidae. De wetenschappelijke naam van de soort is voor het eerst gepubliceerd in 1867 door Otto Staudinger.
De soort komt voor in Kazachstan en Siberië.